# 新田大町
新田大町（にったおおちょう）は、群馬県太田市にある地名（町丁）。郵便番号は370-0351。

## 概要
綿打地区にある町丁。

## 地理

### 近隣町丁
- 新田萩町
- 新田上中町
- 新田溜池町
- 新田大根町
- 新田嘉祢町
- 六千石町

## 世帯数と人口
2022年（令和4年）3月31日現在の世帯数と人口は以下の通りである。
| 町丁     | 世帯数  | 人口  |
| -------- | ------- | ----- |
| 新田大町 | 190世帯 | 467人 |

## 交通

### 鉄道
町内に鉄道は通っていない。

### 道路
- 群馬県道315号大原境三ツ木線
- 栃木県道・群馬県道39号足利伊勢崎線

## 施設
- セブンイレブン新田綿打店
- ピリカ新田店